# Juan D. Jackson
Juan Dámaso Jackson Errazquin (Montevideo, 7 de octubre de 1833 – 19 de diciembre de 1892) fue un empresario y filántropo uruguayo.

## Biografía
Fue hijo de John Jackson, inmigrante inglés, natural de Leek, y de Clara Errazquin Larrañaga, uruguaya, de origen vasco. De padre protestante y madre católica, fue bautizado en la fe católica, siendo su padrino de bautismo Mons. Dámaso Antonio Larrañaga, vicario apostólico de Montevideo y tío carnal de su madre, al cual debió su segundo nombre. Estudió en el Stonyhurst College de los jesuitas de Inglaterra y realizó prácticas de comercio en ese país y en Estados Unidos entre 1851 y 1858, regresando a Montevideo tras la muerte de su padre, para hacerse cargo de la administración de los bienes familiares.
Heredó de su padre grandes extensiones de tierra. En las propiedades de los Jackson se ayudó a transformar la realidad del medio rural uruguayo: se mestizó el ganado, se mejoraron las majadas, se alambraron los campos y, en cierta forma, se comenzó a hacer del Uruguay un país agroexportador. Su padre había introducido desde Inglaterra y Argentina los lanares de carne de la raza South Down. Después de la Guerra Grande y hasta 1880 se les daban tijeras para esquilar en las estancias de Jackson a las mujeres que pidieran.
Fue varias veces miembro y presidente de la Comisión de Caridad y Beneficencia Pública, que tenía a su cargo la administración del Hospital de Caridad, hoy Hospital Maciel. Contribuyó financieramente y ayudó personalmente durante las epidemias de fiebre amarilla (1856) y cólera (1867). Nunca quiso reclamar al gobierno por el consumo de haciendas de los ejércitos en las guerras civiles, fuesen cuales fuesen sus divisas eran paisanos que tenían que comer.
Participó desde los primeros intentos para lograr la llegada de los salesianos a Uruguay, junto al Pbro. Rafael Yéregui y a su cuñado Félix Buxareo. Colaboró con la comisión encargada del equipamiento del Colegio Pío, fundado en 1877, y adquirió junto con Buxareo los terrenos para el noviciado salesiano en Las Piedras, que comenzó en 1887.
Compartía con monseñor Luis Lasagna la preocupación por el desarrollo tecnológico e intelectual de la nueva República. Por su iniciativa y a su costo se implantó en la zona de Puntas de Manga, cercana a la capital, la primera escuela agronómica del país en un predio de más de 500 hectáreas, posteriormente conocida como "Escuela Jackson". Trajo docentes especializados de Francia para la formación de los profesores.
Se casó con Petrona Cibils, hija del importante hombre de negocios catalán, Jaime Cibils, con quien había la construcción de un dique de carena, con un muelle anexo que fue conocido como dique "Cibils-Jackson".
Murió en Montevideo, a los 59 años, y sus restos descansan en la iglesia de la Avenida Luis Alberto de Herrera, conocida como capilla Jackson.